# Joe Inoue
Joe Inoue (井上 ジョー?, Inoue Jō; Los Angeles, 30 agosto 1985) è un cantante giapponese naturalizzato statunitense sotto contratto con l'etichetta Ki/oon Records, sussidiaria della Sony Music Entertainment Japan.

## Biografia
Nato e cresciuto a Los Angeles, California, da due immigrati giapponesi, Joe Inoue inizia ad interessarsi alla musica soltanto negli anni delle scuole superiori, fino a decidere di intraprendere la carriera di musicista nel 2007. Oltre a scrivere e comporre ogni pezzo di cui è interprete, Joe Inoue suona tutti gli strumenti nelle proprie registrazioni, e ciò fa di lui un discreto polistrumentista. Benché sia cresciuto negli Stati Uniti e la lingua inglese è la sua lingua madre, quasi tutte le sue composizioni sono in giapponese. Inoue ha dichiarato di aver imparato il giapponese leggendo manga e guardando anime.
La popolarità per Inoue arriva grazie al brano Closer, che viene utilizzato come sigla di apertura dell'anime Naruto: Shippuden. Il suo quinto singolo Kaze no Gotoku, viene invece utilizzato come secondo tema musicale per l'anime Gintama.
Nel 2011 Inoue collabora con tetsuya nell'album Come On!, eseguendo un rap nel brano Eden ed in seguito con i Totalfat nel singolo del 2011 World of Glory, in seguito incluso nell'album Damn Hero. Joe Inoue ha inoltre scritto il brano Adrenaline per l'album di debutto Give Me!!! dell'amica e collega Yoko Yazawa.

## Come Discografia

### Album studio
| # | Informazioni                                        | Posizione in classifica |
| - | --------------------------------------------------- | ----------------------- |
| 1 | Me! Me! Me! - Data di pubblicazione: 8 aprile 2009  | #86                     |
| 2 | Dos Angeles - Data di pubblicazione: 6 ottobre 2010 | #136                    |

### EP
| # | Informazioni                                        | Posizione in classifica |
| - | --------------------------------------------------- | ----------------------- |
| 1 | In a Way - Data di pubblicazione: 19 settembre 2007 | #220                    |

### Singoli
| # | Informazioni                                          | Posizione in classifica |
| - | ----------------------------------------------------- | ----------------------- |
| 1 | Hello! - Data di pubblicazione: 16 luglio 2008        | #189                    |
| 2 | Closer - Data di pubblicazione: 17 dicembre 2008      | #22                     |
| 3 | Maboroshi - Data di pubblicazione: 18 febbraio 2009   | #156                    |
| 4 | Go! - Data di pubblicazione: 22 luglio 2009           | —                       |
| 5 | Kaze no Gotoku - Data di pubblicazione: 4 agosto 2010 | #33                     |